# نهر كنديان
نهر كنديان أو النهر الكندي (بالإنجليزية: Canadian River) هو أطول رافد لنهر أركنساس في الولايات المتحدة. يمتد على طول يقدر بحوالي 1,026 ميل (1,651 كـم)، بدءًا من كولورادو ومرورا عبر نيو مكسيكو وتكساس بانهاندل وأوكلاهوما. يبلغ حجم تصريفه حوالي 47,700 ميل مربع (124,000 كـم2).
يشار إلى النهر الكندي أحيانًا باسم نهر كندا الجنوبي لتمييزه عن نهر كنديان الشمالي الذي يتدفق فيه.

## أصل التسمية
في خريطة طريق جون فريمونت لعام 1845، تم إدراج اسم النهر كـ "Canadian River" أي النهر الكندي والتي تعني (النهر الأحمر) في لغة كومانتش ولغة كيوا. في عام 1929، كتب موريل رايت أن التجار الفرنسيين أطلقوا على النهر اسم النهر الكندي عام 1820، بعد أن لاحظوا أن مجموعة من التجار من كندا (الكنديون-الفرنسيون) كانو يخيمون على ضفاف النهر بالقرب من التقائه بنهر أركنساس. ووفقًا لموسوعة أوكلاهوما للتاريخ والثقافة، أطلق عليه المستكشفون الإسبان في القرنين السابع عشر والثامن عشر اسم ’’ريو بوينافينتورا’’ وأيضا اسم "ماغدالينا". فيما كان يطلق على الجزء العلوي منه اسم "ريو كولورادو".
ويعتبر تفسير وليام برايت الأحدث، الذي اعتبر أن الاسم "مشتق على الأرجح من لفظ "Río Canadiano"، وهو تهجئة إسبانية لكلمة كايتيتو، والتي كانت اسم شعب كادو الذين استوطنوا النهر الأحمر الجنوبي القريب. كما يمكن أن يكون الاسم من أصل إسباني من كلمة "cañada" التي تعني "جدول"، حيث شكل النهر الكندي وادًا شديد الانحدار في شمال نيو مكسيكو وواديًا واسعًا إلى حد ما في تكساس. بعض السجلات التاريخية توثق هذا التفسير. حيث اعتبر إدوارد هيل الذي كتب في عام 1929 أن الأصل الفرنسي للاسم هو الأكثر احتمالا. في الواقع، حيث كان تجار الفراء الكنديون يستخدمون النهر بانتظام (مثل لويس فويلي وجان شابوي، وكذلك الأخوان ماليت) في محاولة لإقامة خط اتصال مع مدينة سانتا في وقت مبكر من عام 1752.

## التاريخ
كان أول أوروبي يستكشف النهر الكندي هو خوان سالازار، الحاكم الإسباني لنيو مكسيكو، الذي تبع النهر من أصله إلى السهول الغربية لما يعرف الآن بأوكلاهوما في عام 1601. سرعان ما عمل التجار والصيادون الإسبان بنشاط في هذا المجال. وكان الرحالة الفرنسيون نشيطين على طول الجزء الجنوبي من النهر. اكتشف برنارد هارب النهر بين مصبه جبال كياميتشي في عام 1715. كما تبع بيير أنطوان وبول ماليت مسار النهر بالكامل في عام 1740، كما فعلت بعثة أخرى بقيادة فابري برويير في عام 1741. نتج عن شراء لويزيانا في عام 1803 جمع الأراضي الواقعة شرق حدود نيو مكسيكو التي حصلت عليها الولايات المتحدة.
في عام 1818، تنازلت قبيلة كيباو عن كل أراضيها شمال كندا للولايات المتحدة، مما جعل هذا النهر الحد الجنوبي للأمة الجديدة. في عام 1825، تنازل سكان أوساج عن مطالباتهم بالأراضي الواقعة على طول النهر. وتم تعيين النهر الكندي على أنه الحد الفاصل بين أراضي الخور-سيمينول على الجانب الشمالي و منطقة جبال الشوكتو (تشيكاسو) على الجانب الجنوبي. في عام 1821 قاد الرائد ستيفن إتش لونغ رحلة استكشافية على النهر الكندي. وأعلن أن الأرض الواقعة على طول النهر هي الصحراء الأمريكية الكبرى. على الرغم من ذلك، تم إنشاء مراكز تجارية على طول النهر، بدءًا من نقطة إدواردز عند مصب نهر ليتل. كما تم إنشاء معسكر هولمز من قبل العقيد هنري دودج في عام 1834. كما قاد الكابتن ناثان بون فرقة فرسان فوق النهر بإتجاه خط الطول رقم 100، الذي كان آنذاك على الحدود الغربية للولايات المتحدة. 
جعلت معاهدة موقف دوك في عام 1820 النهر الكندي هو الحد الشمالي لقبائل الشوكتو. كما اتبع المهاجرون الأوائل إلى كاليفورنيا الضفة الجنوبية للنهر الكندي إلى مدينة سانتا فيه. في عام 1845 تم استكشاف النهر من قبل الملازمين جيمس ويليام أبيرت وويليام جي بيك ضمن فيلق القوات البرية الأمريكي الهندسي. تم تأريخ رحلتهم في مجلة الملازم جي دبليو أبيرت إنطلاقا من حصن بنت إلى سانت لويس، التي نُشرت لأول مرة في عام 1846.
أمر راندولف ب.مارسي ببعثة عسكرية لوضع ممر على طول النهر الكندي في عام 1849. المسار الذي سُمي فيما بعد بطريق كاليفورنيا، والذي كان يقطع الجانب الجنوبي من النهر وسرعان ما تبعه عدد كبير من المهاجرين إلى كاليفورنيا عبر مدينة سانتا فيه، خاصة بعد اكتشاف الذهب عام 1849 في كاليفورنيا. تم تقليص السفر على طول الطريق بشكل حاد خلال الحرب الأهلية الأمريكية، حيث قاتل الاتحاد والقوات الكونفدرالية للسيطرة على الإقليم الهندي. 
قاد الملازم أميل ويكس ويبل رحلة استكشافية في عام 1853 لإيجاد طريق للسكك الحديدية عبر الأراضي الهندية. غطت بعضًا من نفس الأرضية التي اكتشفها أبيرت ومارسي. قدمت مجموعة ويبل تقارير مستفيضة حول النباتات والحيوانات في المنطقة. ومع ذلك، فإن تقديرات التكلفة للمجموعة لم تشجع المؤيدين على بناء خط سكة حديد على طول الطريق المقترح. ومع ذلك، فإن تقارير لأبرت ومارسي وويبل غيرت الرأي العام حول "الصحراء الأمريكية الكبرى" وشجعت الاهتمام بتطوير المنطقة.
في عام 1890، تم إعلان إقليم أوكلاهوما، وشكل النهر جزءًا من الحدود بين إقليم أوكلاهوما [الإنجليزية] ولإقليم الهندي. تمت إزالة هذه الحدود عندما تم الإعلان عن ولاية أوكلاهوما في عام 1907.

## المسار
يرتفع النهر على الجانب الشرقي من جبال سانجر دي كريستو، حوالي 9,600 قدم (2,900 م) فوق مستوى سطح البحر، في جنوب غرب مقاطعة لاس أنيماس النائية، كولورادو، حيث يبعد حوالي 1.5 ميل (2.4 كـم) شمال حدود نيو مكسيكو. يتجه رافد علوي لنهر فيرميجو على ارتفاع حوالي 12000 قدم (3700 متر) في سلسلة جبال كوليبرا ويلتقي في الجزء الجنوبي من نهر ماكسويل الكندي بنيو مكسيكو. بشكلا عام فإن المسار المتعرج يقدر بـ 1,026 ميل (1,651 كـم) من مصدره إلى التقائه بنهر أركنساس. الروافد الرئيسية للنهر تتمثل في نهر كندا الشمالي وأنهار نهر ليتل ونهر ديب فورك.
بعد ارتفاعه في كولورادو، يتدفق النهر الكندي من الشرق إلى الجنوب الشرقي عبر حدود نيو مكسيكو، ثم جنوبًا ويمر غرب بمدينة راتون بنيو مكسيكو. ويشكل وادٍ عميق جنوب سبرينغر. تقع منطقة سابينوسو البرية في الوديان الجانبية بالقرب من النهر. عند أول سد له في بحيرة كونشاس، يتجه النهر باتجاه الشرق. كما أنه مغلق في بلدة لوغان، حيث يشكل بحيرة أوتي. من هناك يقطع مقاطعة تكساس بانهاندل، المحاطة بسد في سانفورد، حيث تشكل بحيرة ميريديث. يشق النهر طريقه عبر شرق نيو مكسيكو وتكساس بانهاندل ثم الحدود الشمالية لمقاطعة لانو إستاكادو [الإنجليزية]، ويفصلها عن بقية السهول الكبرى. من تكساس، يستمر النهر في اتجاه الشرق إلى ولاية أوكلاهوما، ويمر جنوب عبر أوكلاهوما سيتي. في مدينة يوفاولا، يتدفق إلى بحيرة يوفولا، وهي أكبر بحيراته. حوالي 20 ميل (32 كـم) في اتجاه مجرى النهر، ينضم النهر الكندي إلى نهر أركنساس ليصب في خزان روبرت، الذي يقع على بعد حوالي 40 ميل (64 كـم) غرب حدود أركنساس.
بالنسبة لمعظم طوله، فإن النهر الكندي عبارة عن ممر مائي بطيء الحركة تحده مسطحات من الطين الأحمر والرمال المتحركة. عند هطول أمطار كافية يمكن أن يحمل النهر كميات كبيرة من المياه. حاليا النهر يقع تحت إدارة هيئة النهر الكندي.

## معرض الصور

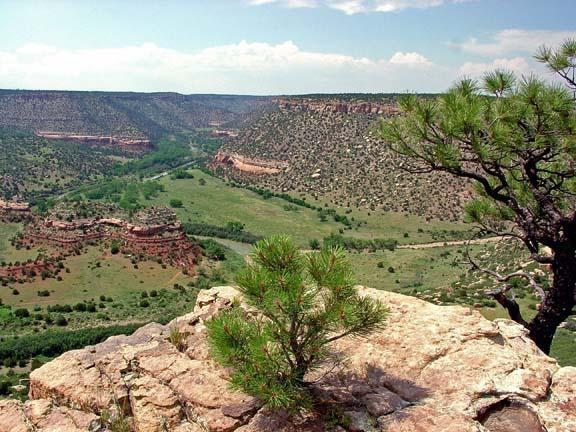
مضيق النهر الكندي في منطقة كيوا الوطنية، شرق نيو مكسيكو
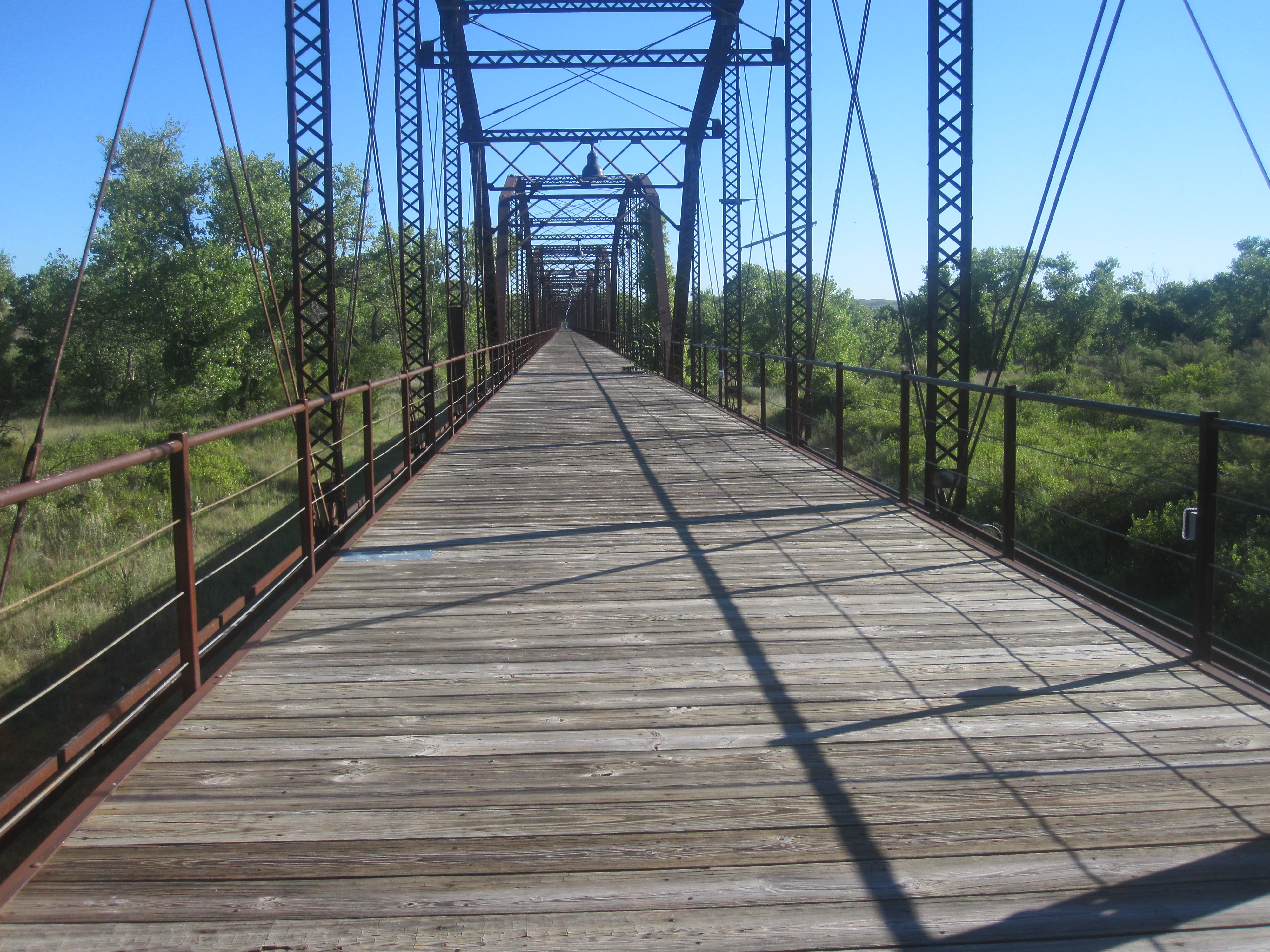
جسر خشبي معلق يمر فوق النهر الكندي في مقاطعة هيمبهيل (تكساس)
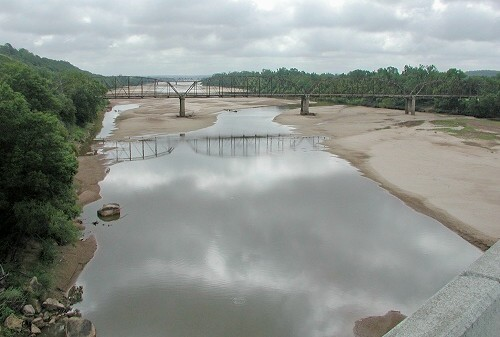
نهر كانديان في كالفين، أوكلاهوما

## روابط خارجية
- "النهر الكندي" ، كتيب تكساس عبر الإنترنت
- رسم تخطيطي للنهر الكندي في تاريخ تصويري لتكساس بواسطة ثرال ، إتش إس.، بوابة لتاريخ تكساس ، جامعة تكساس.
- موسوعة تاريخ وثقافة أوكلاهوما - النهر الكندي
- خرائط أوكلاهوما الرقمية: مجموعات رقمية من أوكلاهوما والأراضي الهندية